# الغروس
الغروس بلدية بدائرة فوغالة تابعة لولاية بسكرة في الجزائر

## الموقع الفلكي والجغرافي
بلدية الغروس تقع بالجهة الغربية لمقر الولاية على الطريق الوطني رقم: 46، وهي تبعد عن مقر الولاية بحوالي: 50 كلم. يحدها من الشرق بلديةٌ فوغالة، ومن الغرب بلدية الدوسن، وشمالا بلديتي طولقة والشعيبة، وجنوبا بلديتي برج بن عزوز وليوة. 
تتربع على مساحة إجمالية تقدر بحوالي: 245,30 كلم 2.

## أصل التسمية
بلدٌيـة لغـــروس بهذه التسمٌـيــة التًي ٌ تنسب إلى الغراســـة خاصة النخٌل في أواخر الحقــبة الاستعمارٌية، إلا أن بلدٌية لغــروس تستمد جذورها التارٌيخٌيـة من أهم قرى الزاب الغربـي وهي قرية العامــري، التًي عرفت تارٌيخٌيــا لازدهارهــا اقتصادٌيـــا واجتماعٌــيـا.

## الحقبة الإستعمارية

### المقاومة الشعبية
هي موطن إحدى أهم الثورات الشعبية في المنطقة، والمعروفة بثورة العامري أو ثورة البوازيد سنة: 1876، نسبة إلى عرش البوازيد الذي يقطن هذه المنطقة، التي انتفض فيها سكان القرية ضد المستعمر الفرنسي وخاضوا ضده العديد من المعارك والتي عرفت في ما بعد بثورة البوازيد، استشهد فيها المئات من أبناء المنطقة، ويقدر بأكثر من 400 شهيد.
تم سلب ممتلكات الأهالي وأراضيهم الزراعية، وتم نفيهم إلى مناطق مختلفة من الوطن وخارجه بعد الإنتفاضة، لكن أهالي البوازيد لم يستسلموا وعادوا إلى مسقط رأسهم بعد فترة، تعد الغروس رمزا للكفاح التحريري والدفاع عن الوطن. حيث شهدت العديد من المعارك والإنتفاضات ضد العدو الغاشم. 

### ثورة التحرير
تعد إحدى أهم قلاع الثورة التحريرية بالمنطقة أثناء الثورة التحريرية في ولاية بسكرة، وذلك يعود لموقعها واتخاذها حلقة للمجاهدين ومعبرا لنقل السلاح والعتاد للمجاهدين.

## الفلاحة
في الوقت الحالي تعد بلدية الغروس منتجة بالدرجة الأولى بالولاية للمحاصيل الزراعية المتنوعة طوال السنة، بلدية منتجة للتمور ذو جودة عالية. توزع منتوجها لكامل تراب الوطن وخارجه، بلدية تحوي منشات صناعية متنوعة.